# Szaltah
Szaltah (arab. شلتاح) – wieś w Syrii, w muhafazie muhafazie Aleppo. W 2004 roku liczyła 167 mieszkańców.